# Maddalena Sibilla di Hohenzollern
Maddalena Sibilla di Hohenzollern (Königsberg, 31 dicembre 1586 – Dresda, 12 febbraio 1659) era figlia di Alberto Federico di Prussia, duca di Prussia, e di Maria Eleonora di Jülich-Kleve-Berg.

## Biografia
Maddalena Sibilla crebbe, insieme alle sue sorelle, nel Castello di Königsberg, divenendo una fervida protestante ed un'ammiratrice del sovrano svedese Gustavo Adolfo.
Venne data in moglie al principe Elettore Giovanni Giorgio I di Sassonia, che sposò a Torgau il 19 luglio 1607. A causa dell'educazione ricevuta, Maddalena Sibilla ebbe a soffrire dell'iniziale atteggiamento favorevole tenuto dal marito nei confronti degli Asburgo durante la prima fase della Guerra dei Trent'Anni, culminata con la Pace di Praga del 1635, assai favorevole allo schieramento cattolico. In accordo con le sue convinzioni, ella sostenne la causa dei prigionieri svedesi che lavoravano nella fortezza di Dresda e mantenne l'amicizia che la legava alla regina svedese Maria Eleonora, sua nipote. Promosse la pittura e la poesia presso la corte sassone. Rimasta vedova l'8 ottobre 1656, si ritirò nella Frau Kurfürstin-Haus di Dresda. Morì nel 1659 e fu sepolta nella Cattedrale di Freiberg.

## Figli
Maddalena Sibilla diede al marito i seguenti figli:
- un figlio nato morto (Dresda, 18 luglio 1608);
- Sofia Eleonora (Dresda, 23 novembre 1609-Darmstadt, 2 giugno 1671), data in sposa a Giorgio II d'Assia-Darmstadt;
- Maria Elisabetta (Dresda, 22 novembre 1610-Husum, 24 ottobre 1684), che sposò Federico III di Holstein-Gottorp;
- Cristiano Alberto (Dresda, 4 marzo 1612-Dresda, 9 agosto 1612);
- Giovanni Giorgio (Dresden, 31 maggio 1613-Freiberg, 22 agosto 1680), elettore di Sassonia;
- Augusto (Dresda, 13 agosto 1614-Halle, 4 giugno 1680), elettore di Sassonia-Weissenfels;
- Cristiano (Dresda, 27 ottobre 1615-Merseburg, 18 ottobre 1691), elettore di Sassonia-Merseburg;
- Maddalena Sibilla (Dresda, 23 dicembre 1617-Altenburg, 6 gennaio 1668), sposò il principe ereditario di Danimarca Cristiano figlio di Cristiano IV di Danimarca e in seconde nozze Federico Guglielmo II di Sassonia-Altenburg;
- Maurizio (Dresda, 28 marzo 1619-Moritzburg, 4 dicembre 1681), duca di Sassonia-Zeitz;
- Enrico (Dresda, 27 giugno 1622-Dresda, 15 agosto 1622).

## Ascendenza
|                                     |                       |                              | Genitori                           |  |  | Nonni |  |  | Bisnonni                          |  |  | Trisnonni                  |  |
|                                     |                       |                              |                                    |  |  |       |  |  | Federico I di Brandeburgo-Ansbach |  |  | Alberto III di Brandeburgo |  |
|                                     |                       |                              |                                    |  |  |       |  |  | Federico I di Brandeburgo-Ansbach |  |  | Alberto III di Brandeburgo |  |
|                                     |                       | Anna di Sassonia             |                                    |  |  |       |  |  | Federico I di Brandeburgo-Ansbach |  |  |                            |  |
| Alberto I di Prussia                |                       |                              |                                    |  |  |       |  |  | Federico I di Brandeburgo-Ansbach |  |  |                            |  |
|                                     |                       | Sofia di Polonia             | Casimiro IV di Polonia             |  |  |       |  |  |                                   |  |  |                            |  |
|                                     |                       | Sofia di Polonia             | Casimiro IV di Polonia             |  |  |       |  |  |                                   |  |  |                            |  |
|                                     |                       | Sofia di Polonia             | Elisabetta d'Asburgo               |  |  |       |  |  |                                   |  |  |                            |  |
| Alberto Federico di Prussia         |                       | Sofia di Polonia             |                                    |  |  |       |  |  |                                   |  |  |                            |  |
|                                     |                       | Eric I di Brunswick-Lüneburg | Guglielmo IV di Brunswick-Lüneburg |  |  |       |  |  |                                   |  |  |                            |  |
|                                     |                       | Eric I di Brunswick-Lüneburg | Guglielmo IV di Brunswick-Lüneburg |  |  |       |  |  |                                   |  |  |                            |  |
|                                     |                       | Eric I di Brunswick-Lüneburg | Elisabetta di Stolberg-Wernigerode |  |  |       |  |  |                                   |  |  |                            |  |
| Anna Maria di Brunswick-Lüneburg    |                       | Eric I di Brunswick-Lüneburg |                                    |  |  |       |  |  |                                   |  |  |                            |  |
|                                     |                       | Elisabetta di Brandeburgo    | Gioacchino I di Brandeburgo        |  |  |       |  |  |                                   |  |  |                            |  |
|                                     |                       | Elisabetta di Brandeburgo    | Gioacchino I di Brandeburgo        |  |  |       |  |  |                                   |  |  |                            |  |
|                                     |                       | Elisabetta di Brandeburgo    | Elisabetta di Danimarca            |  |  |       |  |  |                                   |  |  |                            |  |
| Maddalena Sibilla di Prussia        |                       | Elisabetta di Brandeburgo    |                                    |  |  |       |  |  |                                   |  |  |                            |  |
|                                     | Giovanni III di Kleve | Giovanni II di Kleve         |                                    |  |  |       |  |  |                                   |  |  |                            |  |
|                                     | Giovanni III di Kleve | Giovanni II di Kleve         |                                    |  |  |       |  |  |                                   |  |  |                            |  |
|                                     | Giovanni III di Kleve | Matilde d'Assia              |                                    |  |  |       |  |  |                                   |  |  |                            |  |
| Guglielmo di Jülich-Kleve-Berg      | Giovanni III di Kleve |                              |                                    |  |  |       |  |  |                                   |  |  |                            |  |
|                                     |                       | Maria di Jülich-Berg         | Guglielmo di Jülich-Berg           |  |  |       |  |  |                                   |  |  |                            |  |
|                                     |                       | Maria di Jülich-Berg         | Guglielmo di Jülich-Berg           |  |  |       |  |  |                                   |  |  |                            |  |
|                                     |                       | Maria di Jülich-Berg         | Sibilla di Hohenzollern            |  |  |       |  |  |                                   |  |  |                            |  |
| Maria Eleonora di Jülich-Kleve-Berg |                       | Maria di Jülich-Berg         |                                    |  |  |       |  |  |                                   |  |  |                            |  |
|                                     |                       | Ferdinando I d'Asburgo       | Filippo I d'Asburgo                |  |  |       |  |  |                                   |  |  |                            |  |
|                                     |                       | Ferdinando I d'Asburgo       | Filippo I d'Asburgo                |  |  |       |  |  |                                   |  |  |                            |  |
|                                     |                       | Ferdinando I d'Asburgo       | Giovanna di Castiglia              |  |  |       |  |  |                                   |  |  |                            |  |
| Maria d'Austria                     |                       | Ferdinando I d'Asburgo       |                                    |  |  |       |  |  |                                   |  |  |                            |  |
|                                     |                       | Anna Jagellone               | Ladislao II di Boemia              |  |  |       |  |  |                                   |  |  |                            |  |
|                                     |                       | Anna Jagellone               | Ladislao II di Boemia              |  |  |       |  |  |                                   |  |  |                            |  |
|                                     |                       | Anna Jagellone               | Anna di Foix-Candale               |  |  |       |  |  |                                   |  |  |                            |  |
|                                     |                       | Anna Jagellone               |                                    |  |  |       |  |  |                                   |  |  |                            |  |